# O Meu Caso
O Meu Caso/Mon Cas (1986) é um filme português de longa-metragem de Manoel de Oliveira, falado em francês.
O filme é baseado na peça O Meu Caso de José Régio, assim como em Samuel Beckett (Pour en finir et autres foirades) e na Bíblia (Livro de Job).
Representa a obra de José Régio sob três ângulos:
- em palco, em montagem acelerada e retomada, com toda a banda sonora, em marcha atrás;
- um quadro crepuscular da civilização moderna, sobre trechos do Livro de Job;
- termina com uma recriação de Piero della Francesca.